# Аудиторський юань

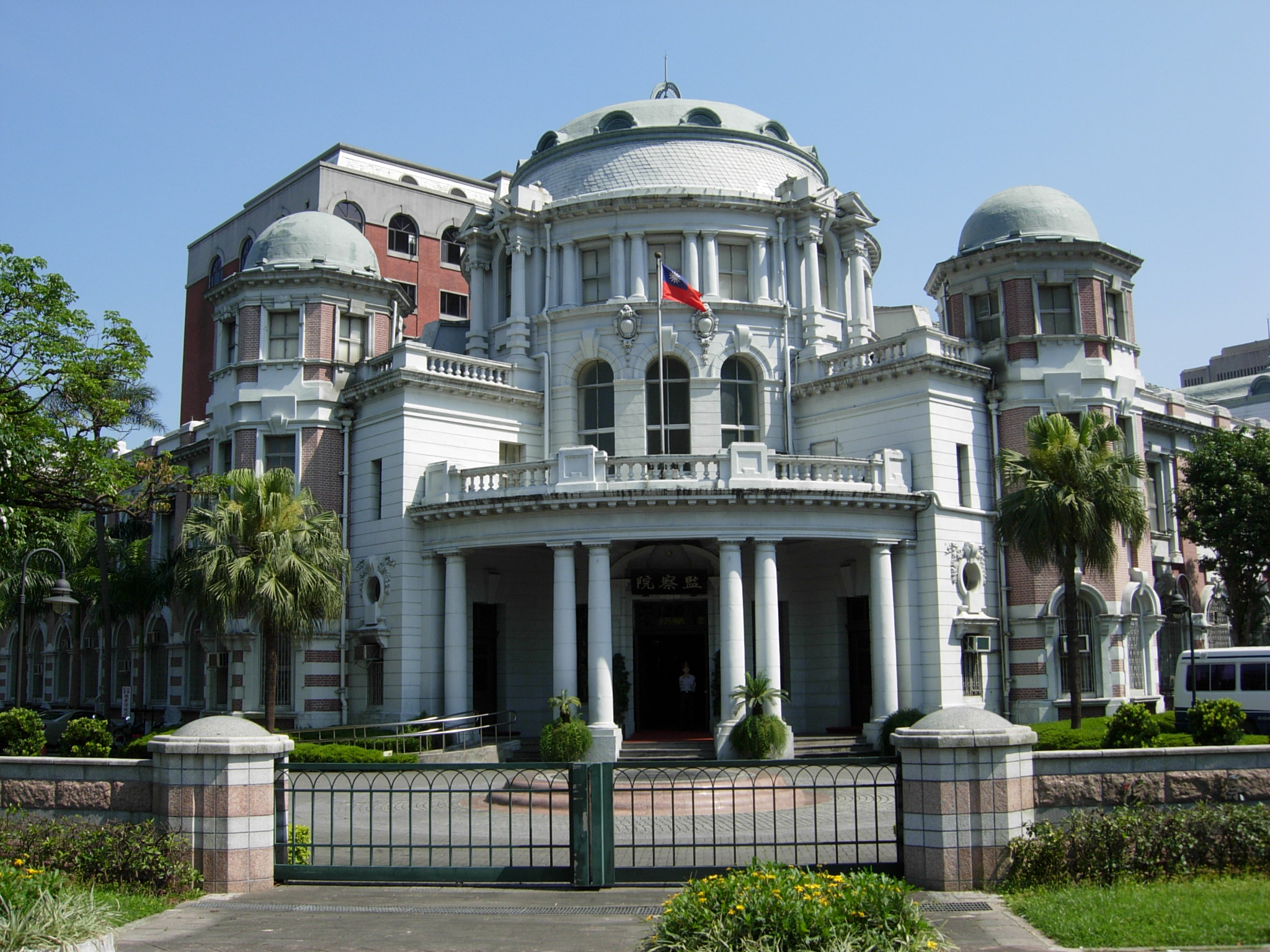
Будівля Юаня

Аудиторський юань (кит.: 監察院, Jiānchá Yùan) — вищий наглядовий орган в Республіці Китай (Тайвань).
Аудиторський юань складається з 29 членів. До конституційних реформ у 1990-х Аудиторський юань разом із Національними зборами (колегією виборщиків) і Законодавчим юанем (нижньою палатою) формували національний трипалатний парламент. Його членів призначає Законодавчий юань на пропозицію президента Республіки Китай.
Розроблений як гібрид аудитора та омбудсмена згідно з законодавством Республіки Китай, Аудиторський юань має такі повноваження:
- Імпічмент: Аудиторський юань має право імпічменту урядовців. Справи з успішним імпічментом передаються до Дисциплінарного суду Судового юаня для розгляду[2]. Імпічмент Президента та Віцепрезидента[en] дотримується іншої процедури та не проходить через Аудиторський юань.
- Оцінка: Аудиторський юань також має право оцінювати урядовця. Оцінка надсилається вищестоящому посадовцю[3].
- Аудит[en]: Виконавчий юань (кабінет) щороку представляє річний бюджет Аудиторському юаню для аудиту.
- Коригувальні заходи: Аудиторський юань після дослідження роботи та можливостей Виконавчого юаня та його підпорядкованих органів може запропонувати Виконавчому юаню або підпорядкованим йому органам коригувальні заходи для покращення після того, як ці заходи будуть розглянуті та затверджені відповідними комітетами.